# 동굴사자

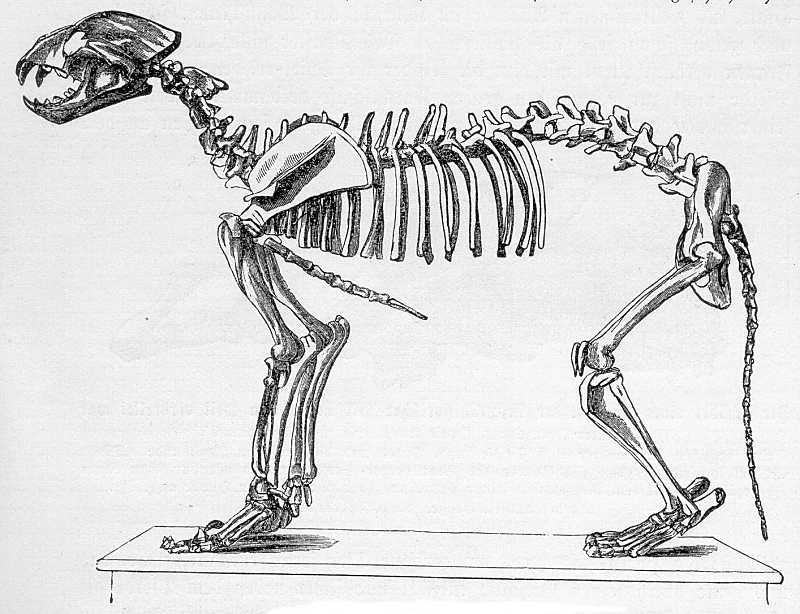
동굴사자의 골격

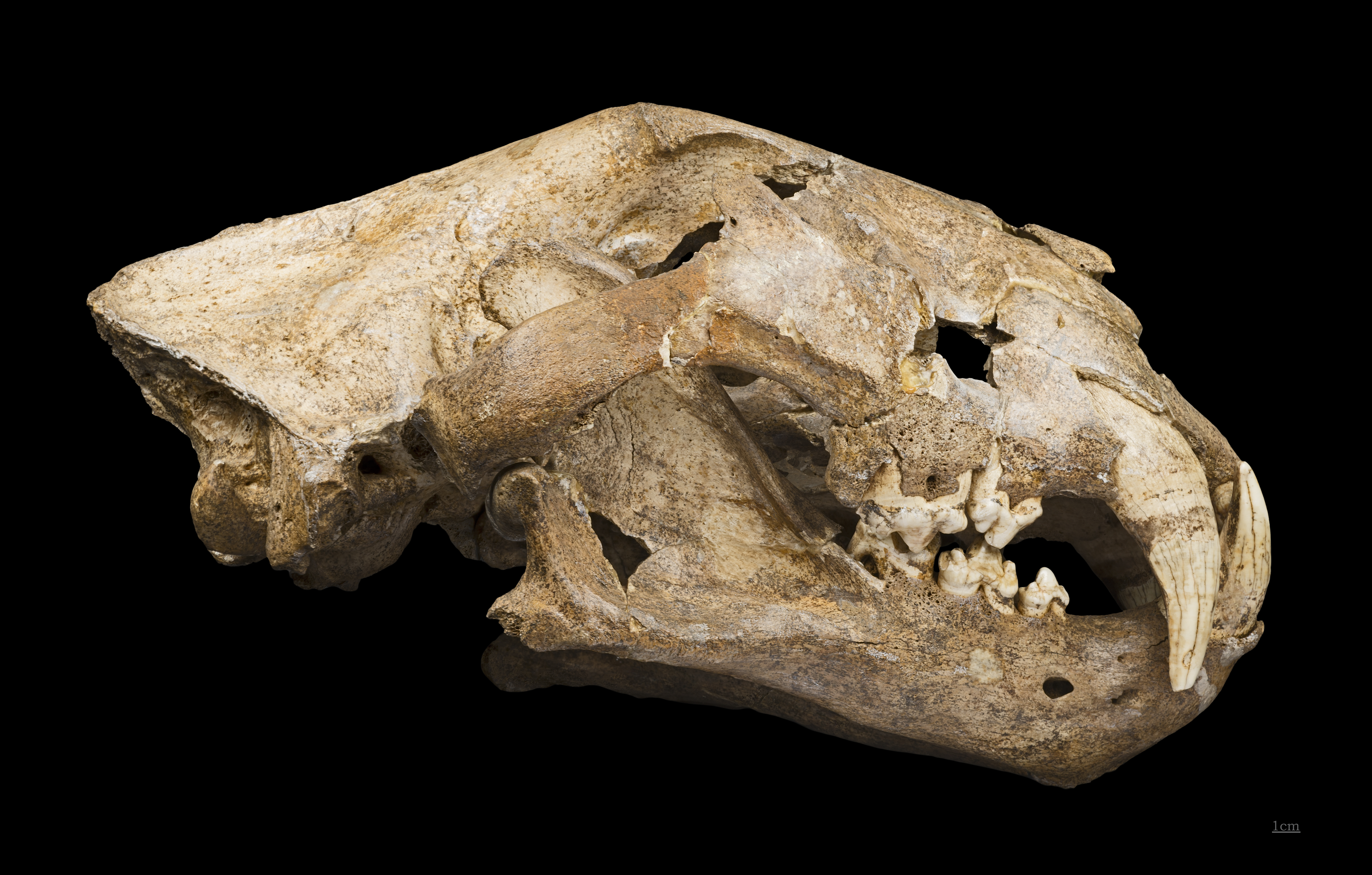
Panthera leo spelaea

동굴사자는 빙하기에 아시아, 유럽, 북아메리카에 살던 거대한 고양이과 동물이다. 지금의 사자와 다르게 적은 수가 다니거나 혼자 살았으며 매머드 새끼나 사슴, 영양을 잡아먹었다. 기후가 따뜻해지고 인류와 마찰을 빚게 되면서 멸종하였다는 주장도 있지만 기후변화로 인해 그들이 잡아먹었던 커다란 초식동물들이 사라지거나 그들이 쫓기 힘든 보다 빠른 동물들이 번성하면서 먹이가 부족해져서 멸종했다는 주장도 있다. 한반도에서는 구석기유적에서 사자의 뼈가 발견된다. 같은 시대에 아메리카 대륙에 살던 아메리카사자는 다른 종이다.